# Loveboat
Loveboat è il nono album discografico in studio del gruppo musicale synthpop britannico Erasure, pubblicato nel 2000.

## Tracce
1. Freedom – 3:09
2. Where in the World – 3:48
3. Crying in the Rain – 3:49
4. Perchance to Dream – 4:37
5. Alien – 4:32
6. Mad as We Are – 3:50
7. Here in My Heart – 3:43
8. Love Is the Rage – 4:10
9. Catch 22 – 3:36
10. Moon & the Sky – 4:23
11. Surreal – 5:12

## Formazione
- Andy Bell - voce
- Vince Clarke - chitarra, synth